# Henriette E. Møller
Henriette E. Møller, eigentlich: Henriette Elmstrøm Stegger, (* 1976 in Dänemark) ist eine dänische Autorin.

## Leben
Møller schloss 2002 die Forfatterskolen (Schriftstellerschule) ab und besuchte danach die Universität Kopenhagen und die IT-Universität. Sie war zeitweilig Mitredakteurin der Zeitschrift Apparatur und hat in Victor B. Andersens Maskinfabrik und in Ildfisken veröffentlicht.
2007 kam Møllers erster Roman Jelne heraus, der auch ins Deutsche übertragen wurde. Sie lebt seit dem Jahre 2000 in Kopenhagen.

## Auszeichnungen und Preise
- Mai 2007: Dreijähriges Arbeitsstipendium des dänischen Statens Kunstfonds
- September 2007: Munch-Christansens Kulturlegat für Jelne
- November 2007: Danske Banks debutantpris für Jelne

## Veröffentlichungen
- 2000: Phrokost, in einer Anthologie, erschienen bei Arena.
- 2007: Jelne. Gyldendal, Kopenhagen.
  - deutsch: übersetzt von Angelika Gundlach: Jelne. Suhrkamp Verlag, Berlin 2010, ISBN 978-3-518-46127-3.
- 2007: Kaiser, Roman. Gyldendal, Kopenhagen.
- 2012: Danskerheld, Roman. Gyldendal, Kopenhagen.